# 草間八十雄
草間 八十雄（くさま やそお、1875年（明治8年）5月26日 - 1946年（昭和21年）1月28日）は、明治から昭和前期の公吏、新聞記者、作家。東京市幼年少年保護所長を歴任。

## 略歴
筑摩県筑摩郡（現・長野県松本市）に生まれる。松方デフレで家業の米穀商が傾き一家で上京。1898年に和仏法律学校を卒業。翌年から警視庁勤務、1903年に退職し、中央新聞・東京日日新聞・日本新聞・大正通信等の記者、内務省嘱託を経て、1922年（大正11年）に東京市社会局嘱託、1928年（昭和3年）に東京市主事、東京市社会局保護課、1933年（昭和8年）に東京市幼少年保護所長に就任する。終戦直後の1946年（昭和21年）に世田谷区の被災者用バラックで死去した。

## 人物
新聞記者時代から東京のスラムを調査し、東京市職員・嘱託として数多くの社会調査に参画し、浮浪者や芸妓などの生活実態や、貧困層の児童虐待の実態を広く明らかにし、社会事業の基礎作りに貢献した。

## 著書
- 『浮浪者と賣笑婦の研究』文明協会、1927
- 『水上労働者と寄子の生活』文明協会、1929
- 『女給と売笑婦』汎人社、1930
- 『不良児』玄林社、1936
- 『どん底の人達』玄林社、1936
- 『灯の女闇の女』玄林社、1937
- 『闇の実話』玄林社、1937
- 『近代下層民衆生活誌 全3巻』監修磯村英一　明石書店、1987
- 『近代都市下層社会 全2巻』編集安岡憲彦　明石書店、1990
- 『近代日本のどん底社会』監修磯村英一　明石書店、1992
- 『日本におけるホームレスの実態』編著川上昌子　学文社、2005
- 『近代日本の格差と最下層社会』編著安岡憲彦　明石書店、2013

## 関連番組
- NHK 『“貧困”国家 日本の深層 第2回 「格差社会」の始まり』2010年3月9日放送